# Emberi hús (Bob burgerfalodája-epizód)
Az "Emberi hús"   Human Flesh a Bob burgerfalodájának az első része. Eredetileg a Fox hálózaton mutatták be 2011. január 9-én az Amerikai Egyesült Államokban.
Az epizódot Loren Bouchard és Jim Dauterive írta, a rendezője pedig Anthony Chun volt. A Nielsen felmérése szerint 9,41 millióan látták élőben, így ez lett a sorozat legnézettebb része. Az epizódban olyan vendégszereplők voltak, mint Andy Kindler, Ron Lynch és Sam Seder.

## Szereplők

### Állandó főszereplők
- Robert „Bob” Belcher Jr.  – Linda férje, Tina, Gene és Louise apja, idősebb Bob Belcher fia, és a sorozat főszereplője.
- Linda Belcher – Bob felesége, Tina, Gene, és Louise anyja.
- Tina Ruth Belcher – A legidősebb Belcher gyerek és a család „kockája”.
- Gene Belcher – Az egyetlen fiúgyermek a családban.
- Louise Belcher – A legfiatalabb a Belcher testvérek közül.

## Cselekmény

### Első jelenet
Helyszín: a Burgerfaloda
A sok sikertelen nyitási kísérlet után a család "újra-újra-újra" megnyitja a Burgerfalodát, ennek okán Bob beszédet intéz a családjához.
Hosszú hétvége van, úgy tűnik, megtelik a Csodamóló, a családfő sok betérő vendégre számít. Linda megszakítja Bob beszédét, hogy felhívja a figyelmet, más miatt is nagy nap a mai, azonban férje nem nézi jó szemmel, hogy megzavarják a lelkesítő beszédét. Bob közli, sok hamburgert kell eladniuk, lényegében ezen a hétvégén múlik a túlélésük, ám a következő, aki megzavarja a mondandóját, Gene lesz, aki egy hangtorzítóval pukihangokat imitál.
Mielőtt a szülők lemennének húst darálni a pincébe, Bob kiosztja a gyerekeknek a feladataikat. Tináé a grillezés, mire a legidősebb lány közli, viszket az ágyéka. Bob megkérdezi tőle, ezt úgy mondja-e mint a lánya, vagy mint a konyhása, merthogy az ő konyhása sosem mondana ilyet, illetve normál esetben a lánya sem traktálná ilyesmivel, majd megkéri, hogy inkább Lindának mondja el a problémáját. Linda bátorítaná Tinát, hogy mutassa meg mindenki előtt a kérdéses felületet, azonban, mielőtt ez megtörténhetne, Bob gyorsan közli, hogy lépjenek tovább.
Louise feladata a kassza kezelése, ehhez megkapja a sámliját is, azonban Bob nyomatékosan megkéri, hogy ne írjon át semmit a falon található táblán. Mi van, ha valami jobbat találok ki, amit szinte lehetetlen lesz elkerülni? – kérdezi a lány, mire Bob azt feleli, hogy a napi ajánlathoz tartozó „sertés kísértés” fantázianévnél jobb úgysem jutna az eszébe, azonban a biztonság kedvéért eldugja a krétát.  A következő pillanatban Louise megmutatja a bátyjának, hogy nála is van kréta.
Gene feladata a kóstolók kínálgatása lesz a járókelőknek. Bob felhívja a figyelmet, hogy akik a szomszéd hamvasztóból jönnek ki, azok nyilvánvalóan gyászolnak, Gene ne zargassa őket kínálgatással. Fia válasza, miszerint, amikor új szerepbe kezd az utcán, elkapja őt a hév, nem nyugtatja meg túlságosan Bobot. Tudja, hogy fia számára az utca a színpad, de közli, a szórakoztatás és az idegesítés nem ugyanaz, ezzel azonban Gene nem ért egyet.
„Oké, nézzétek, a gyerekeim vagytok és szeretlek benneteket, de őszintén szólva mind pocsékul dolgoztok, szóval tudnotok kell, ha tehetném, kirúgnálak titeket.”  (Bob)
A jelenet végül egy családi közös pacsival, és egy „ Áruljunk hamburgert!” felkiáltással zárul.

### 2. jelenet
Helyszín: a Burgerfaloda előtt
Gene éppen a rábízott feladatát végzi, amikor a szomszédos temetkezési vállalkozótól egy gyászoló család érkezik urnával a kezükben. A fiú odanyújtja feléjük a kóstolót, mindenféle extra hanghatásokkal kísérve azt a torzítóval, mire az idős hölgy dühében kilöki a kezéből a tálcát. Minden miniburger a földre hullik.

### 3. jelenet
Helyszín: a Burgerfaloda pincéje
Bob és Linda a hamburgernek való húst darálja. Bob aggódik, hogy túl sokáig hagyják magukra a gyerekeket, ám úgy tűnik, felesége valami más miatt mérges. Linda megkérdezi a férjét, hogy emlékszik-e még a nászéjszakájukra, illetve, hogy mi volt annak a dátuma. Nem sokkal később kiderül, hogy Bob teljesen megfeledkezett a házassági évfordulójukról. Próbálja nyugtatni Lindát, nem sok sikerrel. A visszaemlékezéséből kiderül, hogy elfelejtette a neje, illetve a saját születésnapját is, illetve a feleségét elkísérni a kórházba az egyik gyerekük születésekor. Hiába kér bocsánatot, Linda mérgesen elvonul.

### 4. jelenet
Helyszín: a Burgerfaloda előtt
Gene felveszi a miniburgereket, és visszapakolja azokat a tálcára. Amikor újra kínálgatni kezdi őket, megjelenik két ismeretlen férfi, akik közül az egyik közli, hogy azokból már nem adhat senkinek, hiszen most szedte fel őket a földről. Gene megkérdezi, ki ő, erre a férfi közli, a tisztiorvosi szolgálattól jöttek, mint „az éttermek ősi ellensége”, továbbá a jelvényét is megmutatja.

### 5. jelenet
Helyszín: a Burgerfaloda
Louise a pult mögül köszönti a betévedő idegeneket, akikről a nézők már tudják, hogy az éttermet ellenőrizni érkeztek. A lány a táblára mutat, és közli, hogy az aznapi ajánlat a „Perverz Tata ajándék nyalókával”, vagyis az apja tiltása ellenére átírta a menüt. Megosztja a két férfivel azt az információt is, hogy a szüleié az étterem, akik a pincében darálják a húst, mire azok sokatmondóan egymásra néznek, majd megkérik a gyereket, hogy mutassa meg nekik a konyhát.

## Fogadtatás
Az eredeti amerikai vetítést nagyjából 9,41 millióan látták, és 4.5-es értékelést valamint 11%-os nézőarányt ért el a 18 és 49 éves nézőközönség keretein belül,. Ez volt a szezon legnagyobb nézettségű premierje.
A kritikusok eltérően ítélték meg az epizódot. A Metacritic 53 pontot adott, amivel „vegyes, átlagos „ minősítést kapott. Az IGN-nél dolgozó Jonah Krakow 7.5/10-re értékelte a részt, és méltatta a gyerekek előadását. Krakow azt is megjegyezte, hogy az epizód „jól megalapozta a a kezdést a szörnyű Belcher-gyerekek bevezetésével, – főleg Louise Belcharével –  […] aki minden határon átmegy. Az epizód többi része azonban szinte teljesen megegyezik azzal, ahogy a FOX többi vasárnapi műsora kinéz." A TV Squadhoz írt jellemzésében Joel Keller azt írta, „Minden tiszteletlenség és furcsasága ellenére van egy kedves tónus, aminek köszönhetően a show könnyebben befogadható, és könnyebben kezelhető, mint a hozzá hasonló műsorok az [Adult Swim]en. Ja, és rohadtul vicces az is, ahogy kezdődik."
Emily VanDerWerff a The A.V. Clubnál pozitív kritikát írt az epizódról: „Ha a Bob burgerfalodáját olyan ember írta volna, akiről még soha senki sem hallott, nem nézték volna meg ennyien. Így volt lehetőség valami érdekeset letenni. De ha belevesszük Bouchardot, Benjamint és Schaalt, valami igen marginálisból valami olyasmi lesz, ami már megérdemel egy visszafogott ajánlást. A Bob burgerfalodája még nem forrott ki, de eléggé próbálkoznak azzal, hogy érdemes legyen beléjük nézni. Egyáltalán nem lenne meglepő, ha beindulna, és ez lenne az egyik legjobb animációs sorozat, mégpedig igen gyorsan.”